# Liste des longs métrages israéliens proposés à l'Oscar du meilleur film international
Cet article présente la liste des longs métrages israéliens proposés à l'Oscar du meilleur film international depuis 1965, lors de la 37e cérémonie des Oscars. Israël a ainsi proposé 47 films pour concourir dans cette catégorie ; parmi eux, 10 ont obtenu des nominations aux Oscars mais aucun n'a remporté le prix
L'Academy of Motion Picture Arts and Sciences (AMPAS) qui remet les Oscars du cinéma invite depuis 1957 les industries cinématographiques de tous les pays du monde à proposer le meilleur film de l'année pour concourir à l'Oscar du meilleur film en langue étrangère (autre que l'anglais). Le comité du prix supervise le processus et valide les films soumis. Par la suite, un vote à bulletin secret détermine les cinq nommés dans la catégorie, avant que le film lauréat ne soit élu par l'ensemble des membres de l'AMPAS, et que l'Oscar ne soit décerné lors de la cérémonie annuelle.

## Films proposés
Tous les films proposés par Israël sont tournés en hébreu. Cependant, d'autres langues sont aussi parlées dans ces films, notamment l'arabe, le français ou le russe.
| Année (cérémonie) | Titre français                                 | Titre original                                                              | Langue(s)                 | Réalisateur                                 | Résultat   |
| ----------------- | ---------------------------------------------- | --------------------------------------------------------------------------- | ------------------------- | ------------------------------------------- | ---------- |
| 1965              | Sallah Shabati                                 | סאלח שבתי                                                                   | Hébreu                    | Ephraim Kishon                              | Nommé      |
| 1966              | La Cage de verre                               | Kluv Hazchuchit כלוב הזכוכית'                                               | Hébreu, français          | Philippe Arthuys et Jean-Louis Levi-Alvarès | Non nommé  |
| 1967              | Shnei Kuni Leml (he)                           | Shnei Kuni Leml שני קוני למל                                                | Hébreu                    | Israel Becker (he)                          | Non nommé  |
| 1969              | Chaque bâtard est un roi                       | Kol Mamzer Melech כל ממזר מלך                                               | Hébreu                    | Uri Zohar                                   | Non nommé  |
| 1970              | Siège                                          | Matzor מצור                                                                 | Hébreu                    | Gilberto Tofano (he)                        | Non nommé  |
| 1972              | Le Policier Azoulay                            | Hashoter Azoulay השוטר אזולאי                                               | Hébreu                    | Ephraim Kishon                              | Nommé      |
| 1973              | Rosa, je t'aime                                | Ani Ohev Otach Roza אני אוהב אותך רוזה                                      | Hébreu                    | Moshé Mizrahi                               | Nommé      |
| 1974              | La Maison de la rue Chelouche                  | Habayit Birhov Chelouche הבית ברחוב שלוש                                    | Hébreu                    | Moshé Mizrahi                               | Nommé      |
| 1976              | Michael Sheli (he)                             | Michael Sheli מיכאל שלי                                                     | Hébreu                    | Dan Wolman (he)                             | Non nommé  |
| 1978              | Opération Thunderbolt                          | Mivtza Yonatan מבצע יונתן                                                   | Hébreu                    | Menahem Golan                               | Nommé      |
| 1979              | Juke Box                                       | Eskimo Limon אסקימו לימון                                                   | Hébreu                    | Boaz Davidson (he)                          | Non nommé  |
| 1980              | Moments de la vie d'une femme (he)             | Rega'im רגעים                                                               | Hébreu, français          | Michal Bat-Adam (he)                        | Non nommé  |
| 1981              | Al Hevel Dak (he)                              | Al Hevel Dak על חבל דק                                                      | Hébreu                    | Michal Bat-Adam (he)                        | Non nommé  |
| 1982              | Mille petits baisers (he)                      | Elef Neshikot Ktanot אלף נשיקות קטנות                                       | Hébreu                    | Mira Recanati                               | Non nommé  |
| 1983              | Hamsin (he)                                    | חמסין                                                                       | Hébreu                    | Daniel Wachsmann (he)                       | Non nommé  |
| 1984              | Zug Nasui (he)                                 | Zug Nasui זוג נשוי                                                          | Hébreu                    | Yitzhak Yeshurun (he)                       | Non nommé  |
| 1985              | Au-delà des murs                               | Me'ahorey Hasoragim מאחורי הסורגים                                          | Hébreu                    | Uri Barbash                                 | Nommé      |
| 1986              | Ad Sof Halaylah (he)                           | Ad Sof Halaylah עד סוף הלילה                                                | Hébreu                    | Eitan Green (he)                            | Non nommé  |
| 1987              | Avanti Popolo (he)                             | אוונטי פופולו                                                               | Hébreu                    | Rafi Bukai (he)                             | Non nommé  |
| 1988              | Lo Sam Zayin (he)                              | Lo Sam Zayin לא שם זין                                                      | Hébreu                    | Shmuel Imberman (he)                        | Non nommé  |
| 1989              | L'Été d'Aviya                                  | Ha-Kayitz Shel Aviya הקיץ של אביה                                           | Hébreu                    | Eli Cohen (he)                              | Non nommé  |
| 1990              | Ehad Mishelanu (he)                            | Ehad Mishelanu אחד משלנו                                                    | Hébreu                    | Uri Barbash                                 | Non nommé  |
| 1991              | Shuroo                                         | Shuroo / שורו                                                               | Hébreu                    | Savi Gabizon                                | Non nommé  |
| 1992              | Me'ever Layam (he)                             | Me'ever Layam מעבר לים                                                      | Hébreu                    | Jacob Goldwasser (he)                       | Non nommé  |
| 1993              | La Vie selon Agfa                              | Ha'hayim Al Pi Agfa החיים על פי אגפא                                        | Hébreu                    | Assi Dayan                                  | Non nommé  |
| 1994              | Nikmato Shel Itzik Finkelstein (he)            | Nikmato Shel Itzik Finkelstein נקמתו של איציק פינקלשטיין                    | Hébreu                    | Enrique Rottenberg (he)                     | Non nommé  |
| 1995              | Sh'Chur                                        | שחור                                                                        | Hébreu                    | Shmuel Hasfari (he)                         | Non nommé  |
| 1996              | Hole Ahava B'Shikun Gimel (he)                 | Hole Ahava B'Shikun Gimel חולה אהבה בשיכון גימל                             | Hébreu                    | Savi Gabizon                                | Non nommé  |
| 1997              | Saint Clara                                    | Clara Hakdosha קלרה הקדושה                                                  | Hébreu, russe             | Ari Folman et Ori Sivan (he)                | Non nommé  |
| 1998              | Afula Express (he)                             | Afula Express / עפולה אקספרס                                                | Hébreu                    | Julie Shles (he)                            | Non nommé  |
| 1999              | Zirkus Palestina (he)                          | Kirkas Palestina קרקס פלשתינה                                               | Hébreu                    | Eyal Halfon                                 | Non nommé  |
| 2000              | Autour de Yana                                 | Hahaverin Shel Yana החברים של יאנה                                          | Hébreu, russe             | Arik Kaplun                                 | Non nommé  |
| 2001              | Ha-Hesder (he)                                 | Hahesder ההסדר                                                              | Hébreu                    | Joseph Cedar                                | Non nommé  |
| 2002              | Mariage tardif                                 | Hatuna Me'uheret חתונה מאוחרת                                               | Hébreu, géorgien          | Dover Kosashvili                            | Non nommé  |
| 2003              | Broken Wings                                   | Knafayim Shvurot כנפיים שבורות                                              | Hébreu                    | Nir Bergman                                 | Non nommé  |
| 2004              | Ha-Asonot Shel Nina                            | Ha'asonot Shel Nina האסונות של נינה                                         | Hébreu                    | Savi Gabizon                                | Non nommé  |
| 2005              | Medurat Hashevet                               | Medurat Hashevet / מדורת השבט                                               | Hébreu                    | Joseph Cedar                                | Non nommé  |
| 2006              | Quel endroit merveilleux                       | Eize Makom Nifla איזה מקום נפלא                                             | Hébreu                    | Eyal Halfon                                 | Non nommé  |
| 2007              | Adama, mon kibboutz                            | Adama Meshuga'at אדמה משוגעת                                                | Hébreu                    | Dror Shaul (he)                             | Non nommé  |
| 2008              | Beaufort                                       | בופור                                                                       | Hébreu                    | Joseph Cedar                                | Nommé      |
| 2009              | Valse avec Bachir                              | Vals Im Bashir ואלס עם באשיר                                                | Hébreu                    | Ari Folman                                  | Nommé      |
| 2010              | Ajami                                          | عجمي עג'מי                                                                  | Hébreu, arabe             | Scandar Copti et Yaron Shani                | Nommé      |
| 2011              | Le Voyage du directeur des ressources humaines | Shlihuto Shel Ha'Memuneh Al Mash'abei Enosh שליחותו של הממונה על משאבי אנוש | Hébreu                    | Eran Riklis                                 | Non nommé  |
| 2012              | Footnote                                       | He'arat Shulayim הערת שוליים                                                | Hébreu                    | Joseph Cedar                                | Nommé      |
| 2013              | Le cœur a ses raisons                          | Lemale et ha'ḥalal למלא את החלל                                             | Hébreu                    | Rama Burshtein                              | Non nommé  |
| 2014              | Bethléem                                       | בית לחם                                                                     | Hébreu                    | Yuval Adler (he)                            | Non nommé  |
| 2015              | Le Procès de Viviane Amsalem                   | Gett גט - המשפט של ויויאן אמסלם                                             | Hébreu, français          | Ronit Elkabetz et Shlomi Elkabetz           | Non nommé  |
| 2016              | Baba Joon                                      | באבא ג'ון                                                                   | Persan                    | Yuval Delshad                               | Non nommé  |
| 2017              | Tempête de sable                               | סופת חול                                                                    | Arabe                     | Elite Zexer                                 | Non nommé  |
| 2018              | Foxtrot                                        | פוֹקְסטְרוֹט                                                                    | Hébreu                    | Samuel Maoz                                 | Non nommé  |
| 2019              | The Cakemaker                                  | האופה מברלין                                                                | Hébreu, anglais, allemand | Ofir Raul Graizer (he)                      | Non nommé  |
| 2020              | Incitement                                     | Yamim Noraim ימים נוראים                                                    | Hébreu                    | Yaron Zilberman                             | Non nommé  |
| 2021              | Asia                                           | אסיה                                                                        | Hébreu, russe             | Ruthy Pribar (he)                           | Non nommé  |
| 2022              | Et il y eut un matin                           | Vayehi Boker ויהי בוקר                                                      | Hébreu, arabe             | Eran Kolirin                                | Non nommé  |
| 2023              | Cinema Sabaya (he)                             | סינמה סבאיא                                                                 | Hébreu, arabe, anglais    | Orit Fouks Rotem                            | Non nommé  |
| 2024              | Sheva Brachot (he)                             | שבע ברכות                                                                   | arabe, hébreu, français   | Ayelet Menahemi (he)                        | Non nommé  |
| 2025              | Karov Elai (he)                                | קרוב אלי                                                                    | hébreu                    | Tom Nesher                                  | En attente |